# Cathédrale de l'Immaculée-Conception de Victoria
Cette  cathédrale ne doit pas être confondue avec une autre cathédrale des Seychelles.
 D’autres cathédrales portent le nom de cathédrale de l'Immaculée-Conception.
La cathédrale de l'Immaculée-Conception est la cathédrale catholique du diocèse de Port-Victoria ; elle est située à Victoria aux Seychelles. Elle se trouve à proximité de la tour de l'Horloge (Clock Tower) et de la cathédrale anglicane de la ville. Elle est dédiée à l'Immaculée Conception de la Bienheureuse Vierge Marie.

## Histoire

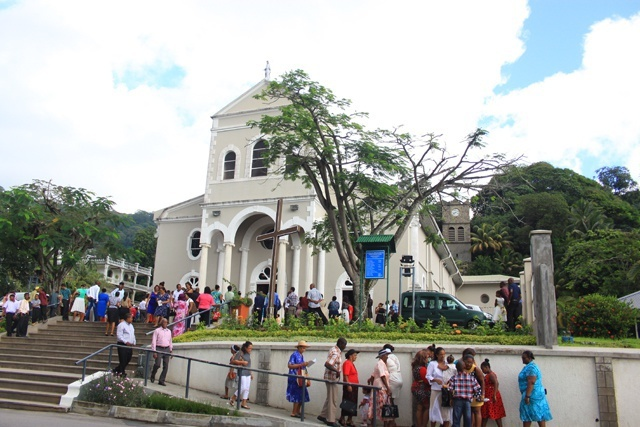
Façade

La cathédrale a été construite en 1874 et rappelle le style colonial français,.